# Dania Kollegiet
Dania Kollegiet er et kollegium beliggende i det nordlige Aarhus tæt på uddannelsesinstitutionerne Aarhus Universitet, Handelshøjskolen og IT-byen i Katrinebjerg samt indkøbscentret Storcenter Nord. Kollegiet har taget navn efter den fabrik, der tidligere lå på grunden. Kollegiet er bygget i tre etaper hvoraf det første stod færdigt i 1996. Kollegiet består af 252 lejemål hvoraf de 125 er et-værelseslejligheder og de 127 er to-værelseslejligheder. Tildelingen af lejligheder sker gennem Kollegiekontoret.  

## Faciliteter
Kollegiet har et fællesrum, et fitnessrum, en TV-stue, to betalingsvaskerier samt grønne arealer.      

## Busforbindelser
Kollegiet har den nærliggende busforbindelse 2A, som kører via Paludan-Müllers Vej ned mod Midtbyen, samt ligger tæt ved den tværgående busforbindelse 5A, som kører på Ringgaden.  